# Partido Conservador Español
El Partido Conservador Español (PCE) fue un partido político español de ideología conservadora, existente entre 1977 y 1980. Se definía como un partido de «derecha moderada». Se encontraba asociado a la Internacional Conservadora.

## Historia
Fue fundado en Madrid el 6 de septiembre de 1977 por Enrique Villoria junto a algunos políticos que habían participado en la Federación de Alianza Popular y en la Unión de Centro Democrático durante las elecciones generales de ese año. Se inscribió en el Registro de Asociaciones Políticas el 16 de septiembre de ese año, previo conflicto con la Confederación de Partidos Conservadores por el uso del nombre Partido Conservador.
El 13 de diciembre de 1977 se fusionó con Anepa-Centro Popular, conservando la denominación de Partido Conservador Español, aunque también empleó el nombre de Partido Conservador Democrático Español. El 25 de enero de 1978, formó junto a Renovación Española y otros partidos de derechas, tanto laicos como confesionales, la coalición Nueva Derecha Española.
En diciembre de 1980, el PCE, por ese entonces liderado por Carlos Ruiz Soto, se incorporó a Alianza Popular.